# پام پام
پام پام (انگلیسی: Pom Pom) یک فیلم اکشن کمدی به کارگردانی جو چیانگ است که در سال ۱۹۸۴ منتشر شد. از بازیگران آن می‌توان به ریچارد نگ، جان شوم، جکی چان، یوئن بیائو، جیمز تین، مارس، پیتر چان، وو ما، دیک وی، استنلی فونگ، لام چینگ-یینگ، چین کا-لوک و دینی ایپ اشاره کرد.